# Чиж (игра)

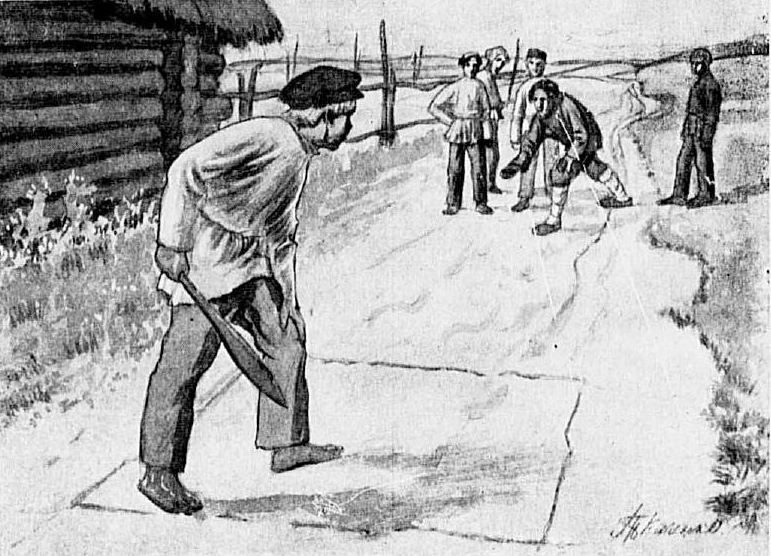
Дети, играющие в чижика (рисунок из книги Бурцева)

Чиж (чижик, чирга) — старинная русская детская игра. Для игры используют небольшую заострённую с двух концов палочку (также называемую чижом или чижиком), по которой ударяют битой. Количество игроков строго не регламентируется, может быть от двух и больше.
Ещё на чижике, на каждой из четырёх граней рисовали полоски: |, ||, |||, Х. 

## История
По некоторым сведениям, игра были известна на Руси уже в XVI веке.
В СССР в чижа играли школьники на переменках, накапливая очки в течение учебного дня, и иногда задерживались допоздна после уроков, доигрывая игру.

## Правила
Для игры нужен просторный участок земли — по возможности грунтовое и прямоугольное поле, его размер по месту выбирается игроками. Играют с помощью деревянной биты — палки длиной до метра, и «чижа» — маленькой палки толщиной более 2 см и длиной до 20 см. С края игрового поля выкапывается лунка — «гнездо», либо ставится камень так, чтобы на его край можно было положить «чиж». «Гнездо» обычно делается маленьким, чтобы можно было битой подкинуть чижа в игровое поле. Вокруг лунки очерчивают круг диаметром в биту — это «домик», «городок» или «кон». Вариаций правил игры очень много, в одном розыгрыше может быть несколько конов.
Самая простая игра с двумя участниками
Водящий определяется жребием. Водящий набирает очки, его противник пытается ему в этом помешать. Водящий подбрасывает битой «чижа» вверх, и (или) тут же сильно его бьёт так, чтобы он улетел подальше. Если удалось запустить чижа не простой «подковыркой», а «пинком» биты, ведущему начисляется 10 очков. Если же при неудачном запуске «чиж» вернулся в «гнездо», тогда все накопленные водящим прежние очки сгорают, и водящий меняется. Второй игрок пытается поймать палочку. Если ему это удаётся, он становится водящим, если нет — второй игрок подбирает «чижа» и бросает его в «дом». Если он попал в «дом», то водящие меняются. Если «чиж» попал в «гнездо», тогда все предыдущие очки водящего сгорают, и водящие меняются. Если водящему удаётся защитить «дом» и «гнездо», то есть «чиж» отбит битой, тогда измеряется расстояние до упавшего «чижа», и по количеству бит считаются очки водящему. Ведущий продолжает игру и пытается набирать очки. Если отбитый «чиж» пойман вторым игроком, то очки не начисляются, а меняются водящие. Если при смене водящих «чиж» в «гнездо» не возвращался, и очки не сгорали, тогда личные очки суммируются и накапливаются. Игра ведётся до оговорённой суммы очков, например до 100.